# Supacell
Supacell ist eine britische Superhelden-Fernsehserie, die am 27. Juni 2024 auf  Netflix veröffentlicht wurde.
Eine zweite Staffel ist bereits in Planung.

## Handlung
Michael wird am Tag seiner Verlobung von seinem Zukunfts-Ich besucht und reist mit ihm zu einem Friedhof an einem Tag, der 3 Monate in der Zukunft liegt. Dort ist das Grab der Verlobten zu sehen mit dem Todesdatum, an dem sie sterben wird. Zukunfts-Michael gibt Michael die Info, dass Leute mit Kapuzen ihn jagen und er den Tod seiner Verlobten verhindern kann, wenn er Tazer, Rodney, Sabrina und Andre findet und überzeugen kann ihm zu helfen. Michael begibt sich auf die Suche nach den vier anderen Charakteren, die alle in ihrer eigenen Handlung verstrickt sind und eigene Schwierigkeiten haben. Dadurch fällt es ihnen schwer, sich überhaupt auf die neue Situation einzulassen - und dass es neben ihrer eigenen Fähigkeiten, die sie erst begreifen müssen, andere Menschen gibt, die ebenfalls übernatürliche Fähigkeiten besitzen.

## Charaktere

### Michael
Michael (Tosin Cole) ist der Hauptprotagonist der Handlung. Er kann durch die Zeit reisen und diese zeitweilig auch komplett anhalten. Als Postbote arbeitend möchte er seine Verlobte heiraten und sein eigenes kleines Leben aufbauen, als alles aus den Fugen gerät.

### Tazer
Tazer (Josh Tedeku) ist Mitglied einer Jugendgang, die mehrfach mit einer verfeindeten Gang in Auseinandersetzungen gerät. Im Laufe der Zeit merkt Tazer, dass er in der Lage ist, sich unsichtbar zu machen. Diese Fähigkeit nutzt er u. a. in einer Messerstecherei.

### Rodney
Rodney (Calvin Demba) ist Drogendealer und in der Lage extrem schnell zu rennen. Dies macht er sich zu Nutze um seinen Drogenhandel auf ein neues Level zu heben.

### Sabrina
Sabrina (Nadine Mills) arbeitet als Krankenschwester. Sie ist die einzige Frau der Gruppe und merkt, dass sie Telekinese-Fähigkeiten besitzt. Sie setzt sie beispielsweise ein um ihre Schwester zu beschützen.

### Andre
Der Familienvater Andre (Eric Kofi-Abrefa) merkt, dass er übermenschlich stark ist und nutzt dies um einen Geldautomaten zu demolieren und so seinem Sohn Geschenke machen zu können.

## Produktion
Rapman begann bereits 2019 mit der Entwicklung der Serie. Nach mehreren Ablehnungen durch US-amerikanische Fernsehsender sicherte sich Netflix 2021 die Rechte an dem Projekt. Die Drehbücher wurden während der COVID-19-Pandemie geschrieben.
Regisseur ist der britische Musiker und Regisseur Rapman, der besonders durch Blue Story bekannt wurde. Die Serie wurde am 27. Juni 2024 auf der Streaming-Plattform Netflix veröffentlicht.

## Besetzung und Synchronisation
Die deutschsprachige Synchronisation entstand nach den Dialogbuch von Andreas Jesse sowie unter der Dialogregie von Julia Bisasso durch die Synchronfirma Iyuno-SDI Group Germany GmbH.
| Rolle                | Schauspieler     | Synchronsprecher  |
| -------------------- | ---------------- | ----------------- |
| Michael Lasaki-Brown | Tosin Cole       | Ricardo Richter   |
| Dionne Ofori         | Adelayo Adedayo  | Alice Bauer       |
| Tazer                | Josh Tedeku      | Tim Sander        |
| Sabrina Clarke       | Nadine Mills     | Laurine Betz      |
| Andre Simpson        | Eric Kofi-Abrefa | Leonhard Mahlich  |
| Rodney Cullen        | Calvin Demba     | Sebastian Fitzner |
| Sharleen Clarke      | Rayxia Ojo       | Elisa Bannat      |
| Ray                  | Eddie Marsan     | Frank Röth        |

## Episodenliste
Die erste Staffel wurde am 27. Juni 2024 auf Netflix sowohl im Original als auch auf Deutsch erstveröffentlicht.
| Nr. (ges.) | Nr. (St.) | Deutscher Titel | Originaltitel | Regie           | Drehbuch |
| ---------- | --------- | --------------- | ------------- | --------------- | -------- |
| 1          | 1         | Michael         | Michael       | Rapman          | Rapman   |
| 2          | 2         | Tazer           | Tazer         | Rapman          | Rapman   |
| 3          | 3         | Sabrina         | Sabrina       | Sebastian Thiel | Rapman   |
| 4          | 4         | Andre           | Andre         | Sebastian Thiel | Rapman   |
| 5          | 5         | Rodney          | Rodney        | Sebastian Thiel | Rapman   |
| 6          | 6         | Supacell        | Supacell      | Rapman          | Rapman   |